# Tamara Petrowna Danilowa

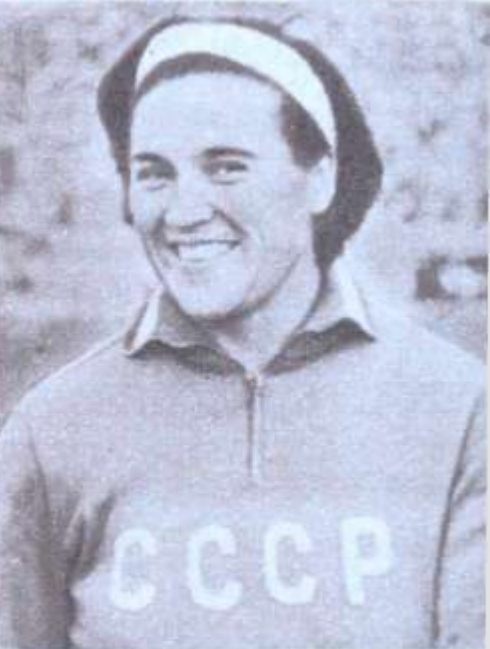
Tamara Danilowa (1970)

Tamara Petrowna Danilowa (russisch Тамара Петровна Данилова, engl. Transkription Tamara Danilova; * 30. Juli 1939 in Leningrad, heute Sankt Petersburg) ist eine ehemalige
sowjetische Diskuswerferin. 
1968 platzierte sie sich hinter Ljudmila Murawjowa auf Rang 2 bei den sowjetischen Meisterschaften. Ein Jahr später gewann Murawjowa erneut. Danilowa wurde Dritte hinter Antonina Popowa. Alle drei Werferinnen fuhren zu den Europameisterschaften in Athen. Während Popowa Fünfte wurde, gelang es Danilowa mit dem letzten Wurf, die bis dahin führende Murawjowa um vier Zentimeter zu übertreffen. Mit 59,28 m wurde Danilowa überraschend Europameisterin.
1970 gewann Faina Melnik die sowjetische Meisterschaft vor Danilowa und Murawjowa, und erst 1971 gewann Danilowa vor Melnik und Murawjowa ihren ersten und einzigen sowjetischen Meistertitel. Diese drei Werferinnen vertraten die Sowjetunion auch bei den Europameisterschaften 1971 in Helsinki. Faina Melnik gewann mit neuem Weltrekord von 64,22 m vor der Deutschen Liesel Westermann und Murawjowa. Danilowa wurde Fünfte mit 58,28 m.
1972 wurde Danilowa Dritte der sowjetischen Meisterschaft hinter Melnik und Murawjowa. Im Finale der Olympischen Spiele 1972 in München warf Danilowa im ersten Versuch mit 62,64 m olympischen Rekord und persönliche Bestleistung. Obwohl sich Danilowa im Wettbewerb noch auf 62,86 m steigern konnte, wurde sie letztlich nur Vierte hinter Faina Melnik, der Rumänin Argentina Menis und der Bulgarin Wassilka Stoewa.
In den Jahren danach konnte sich Tamara Danilowa nicht mehr verbessern und qualifizierte sich auch nicht mehr für internationale Meisterschaften. Tamara Danilowa war 1,74 m groß und wog in ihrer aktiven Zeit 76 kg. 